# Иловка (Воронежская область)
Иловка — хутор в Россошанском районе Воронежской области.
Входит в состав Алейниковского сельского поселения.

## География
На хуторе имеется одна улица — Горького.

## Население
| 2010 |
| ---- |
| 18   |